# (33164) 1998 EB2
1998 EB2 (asteroide 33164) é um asteroide da cintura principal. Possui uma excentricidade de 0.07789800 e uma inclinação de 2.22139º.
Este asteroide foi descoberto no dia 2 de março de 1998 por ODAS em Caussols.